# Козарище
Козарище (словен. Kozarišče) — поселення в общині Лошка Долина, Регіон Нотрансько-крашка, Словенія. Висота над рівнем моря: 579,6 м.